# Only Built 4 Cuban Linx…
Only Built 4 Cuban Linx… – debiutancki album studyjny amerykańskiego rapera Raekwona członka Wu-Tang Clan, wydany 1 sierpnia 1995 roku nakładem wytwórni Loud Records i RCA Records. Album został w całości wyprodukowany przez RZA, który skomponował album aby przypominał on film z Raekwonem jako „gwiazdą”, Ghostface Killahem jako „gościnną gwiazdą” i samym sobą jako „reżyserem”. Na płycie znajdują się wszyscy członkowie Wu-Tang Clanu, jak również muzycy blisko związani z grupą tacy jak Cappadonna oraz Blue Raspberry. Na albumie pojawił się również raper Nas, który był pierwszym niepowiązanym artystą, który współpracował z grupą.
Po wydaniu Only Built 4 Cuban Linx… zadebiutowało na czwartej pozycji notowania Billboard 200 oraz drugiej pozycji Top R&B/Hip-Hop Albums sprzedając się w tym czasie w ilości 130 000 kopii. 2 października 1995 roku wydawnictwo to uzyskało status złotej płyty według Recording Industry Association of America (RIAA), a według Nielsen SoundScan album sprzedał się w ilości 1,1 miliona egzemplarzy w samych Stanach Zjednoczonych. Pomimo tego, że album nie osiągnął tak wysokiej ilości sprzedaży jak poprzednie albumy z obozu Wu-Tang, Cuban Linx uzyskał lepsze uznanie krytyków, którzy chwalili filmowe podejście do liryki i produkcji.
Only Built 4 Cuban Linx… przez lata uzyskał wiele przychylnych słów od dziennikarzy i krytyków muzycznych, którzy pisali o płycie jako jednej z najlepszych płyt w historii hip-hopu. Ze swoim naciskiem w tekstach na styl życia amerykańskich mafii oraz przestępczości zorganizowanej, płyta jest powszechnie uważana za tę, która spopularyzowała podgatunek w hip-hopie znany jako mafioso rap. Debiut Raekwona stał się bardzo ważny dla całej kultury hip-hopowej w Ameryce, jak i na świecie będąc wymieniany przez wielu artystów jako wpływowy na ich styl m.in. na płytach Doe or Die, Reasonable Doubt, It Was Written i Life After Death. Razem z Liquid Swords GZA, Only Built 4 Cuban Linx… klasyfikowany jest jako najlepszy solowy album wydany przez członków Wu-Tang Clan. Sukces płyty doprowadził do wydania sequel w 2009 roku zatytułowanego Only Built 4 Cuban Linx… Pt. II. W 2012 roku magazyn Rolling Stone uplasował wydawnictwo na 480. miejscu listy 500 albumów wszech czasów.

## Powstanie

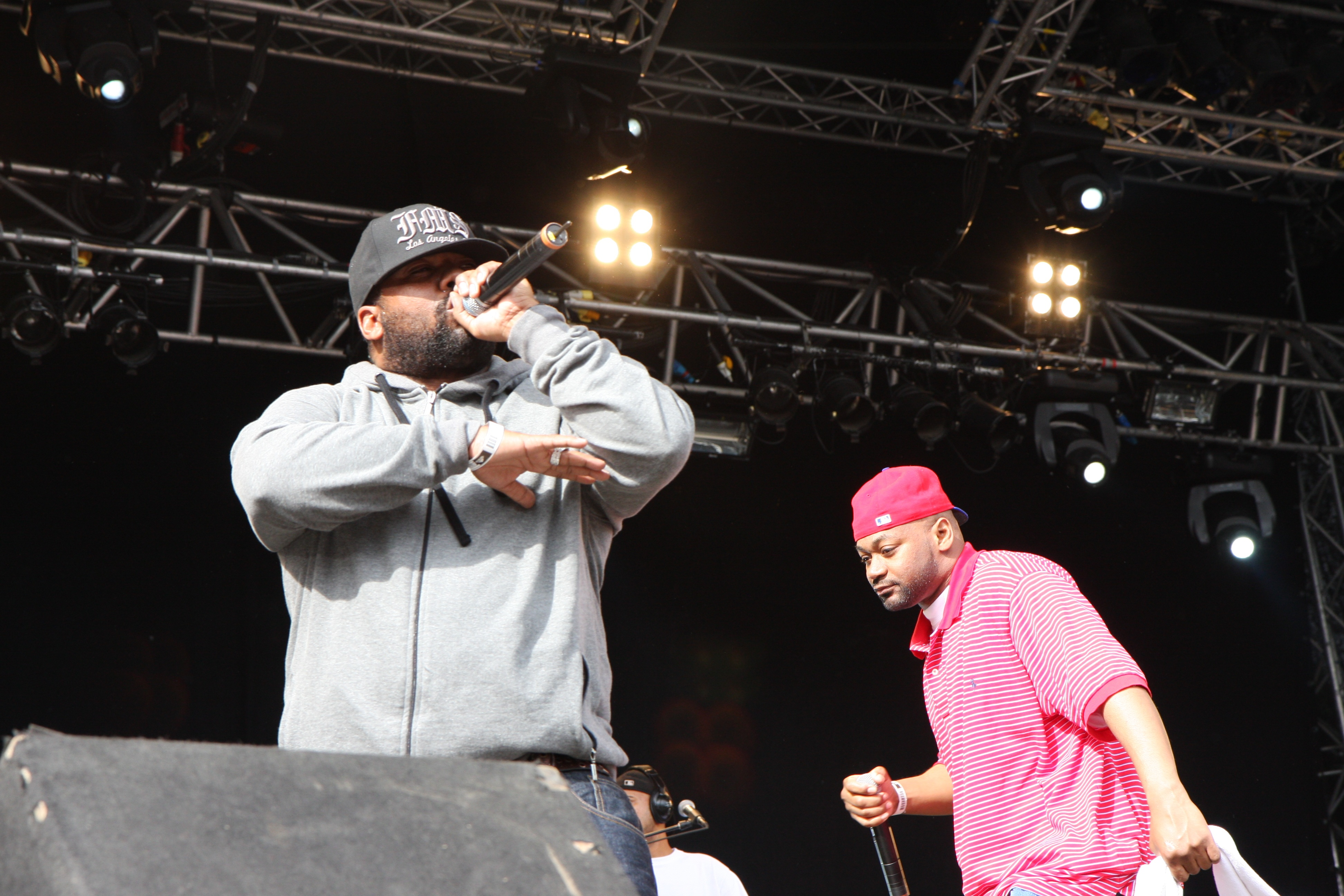
Raekwon (po lewej) i Ghostface Killah (po prawej) – dwóch głównych artystów na Only Built 4 Cuban Linx…

Po wydaniu w 1993 roku albumu Enter the Wu-Tang (36 Chambers) grupy Wu-Tang Clan, który przyniósł zespołowi popularność w całych Stanach Zjednoczonych oraz pozwolił pojedynczym członkom na rozpoczęcie solowych karier. Debiut Raekwona Only Built 4 Cuban Linx… ukazał się jako trzeci solowy projekt członka Wu-Tang Clan, który poprzedzony był wydaniem albumów Tical Method Mana w 1994 roku oraz Return to the 36 Chambers: The Dirty Version Ol’ Dirty Bastarda w roku 1995. Utwór „Can It Be All So Simple” z albumu 36 Chambers był pierwszym nagranym utworem, gdzie Raekwon i Ghostface nagrali jako duet, który później nagra większość utworów razem na Only Built 4 Cuban Linx… Większość warstwy lirycznej na płycie obejmuje sytuacje powszechnie spotykane oraz własne przeżycia Raekwona i Ghostface’a podczas dorastania na Staten Island w Nowym Jorku. W wywiadzie dla Wax Poetics, Raekwon powiedział: „dorastałem na ulicy, więc nawijałem o tym co widziałem i znałem. Kradliśmy, popełnialiśmy przestępstwa, robiliśmy wszystkie rzeczy, które w pewnym stopniu czyniły nas gangsterami albo mafiosami”. W innym wywiadzie Ghostface wspomniał: „W tamtych czasach napierdalałem się z wieloma raperami, którzy dostawali w klubach. Wszędzie mieliśmy zakaz wstępu. Nie pozwalali mi nawet przychodzić do Tunnelu. Czarnuchy byli przerażeni, kiedy się tam bujałem. Rozpierdalałem czarnuchów, rabowałem, ruchałem wiele dziwek, po prostu robiłem głupstwa”.
W odniesieniu do tych słów Raekwon skomentował to: „Ghost i ja, zwłaszcza w tamtym okresie mieliśmy bardzo duży wpływ na siebie. Żartowaliśmy z tych samych rzeczy, śmialiśmy się z tego samego. Chodziliśmy nawet tak samo ubrani i w ogóle. Byliśmy jak EPMD. Spójność duetu skomentował również producent całego albumu, RZA:

Rae[kwon] i Ghost[face Killah] razem, tych dwóch tutaj byli znanymi dzieciakami z dwóch różnych osiedli. Cuban Linx był dla nas szansą by pokazać nas od ulicznej strony. Kiedy skończyliśmy, powiedziałem „joł, to będzie bardzo niebezpieczny album; to zmieni całą tę grę. Mamy zamiar zaprosić te demony, każdy negatywny stereotyp i zmierzyć się z nim.”

## Sesja nagraniowa i produkcja

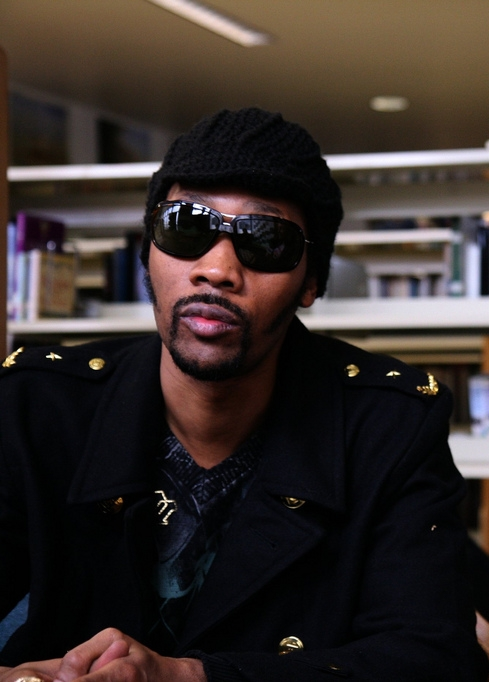
RZA był głównym producentem odpowiedzialnym za brzmienie albumu

Sesja nagraniowa płyty rozpoczęła się w pod koniec 1994 roku i trwałą do połowy 1995 roku i była w całości przeprowadzona w studio znajdującym się w piwnicy RZA’y na Staten Island, w tym samym, gdzie nagrywane były również wcześniejsze albumy takie jak Tical Method Mana czy Return to the 36 Chambers: The Dirty Version Ol’ Dirty Bastarda. Z początku intencje Raekwona i Ghostface Killaha co do nagrywania płyty RZA skomentował:

Oni chcieli jechać na Barbados. Kiedy tam dotarli, rasizm tam panujący był straszny. To była jakaś niewolnicza mentalność. Czarni byli traktowani jak gówno. Więc wrócili i wszystko nagraliśmy w piwnicy. Żadnego inżyniera, żadnego asystenta inżyniera. Wszystko przy tym albumie zrobiłem sam. Jedyne dwa albumy, które zrobiłem sam, bez nikogo pierdolącego mi za uchem to Linx i Liquid Swords. Byłem jakby na misji. Zajęło mi to trzy i pół roku mojego życia by stworzyć te wszystkie albumy. Nie wychodziłem na zewnątrz, nie miałem zbyt wielu relacji z kobietami, nie cieszyłem się tym wszystkim. Po prostu siedziałem w tej piwnicy. Godzina za godziną i dzień za dniem. [Jadłem] Burgery z indyka i [paliłem] blanty. Nie wiedziałem czy to w ogóle wypali, ale nikt nie mógł niczego słyszeć czy powiedzieć, żadnych komentarzy, żadnego dotykania konsolety, gdy wychodziłem. Wszystko było tak jak chciałem.

Poszukując muzycznego sposobu na wyrażenie się Raekwon połączył wierzenia Pięcioprocentowców oraz swoje doświadczenia związane z życiem na ulicy. RZA intensywnie pracował na dopracowaniem brzmienia, robił to wolniej i bardziej złożenie niż przy innych albumach Wu-Tangu, używając instrumentów smyczkowych, pętli pianina oraz wokalnych sampli z filmów sztuk walk oraz filmów gangsterskich. Dzięki tekstom Raekwona, mafijnego podejścia do liryki, Only Built 4 Cuban Linx… zostało stworzone tak by jak najbardziej przypominało sceny z filmu kryminalnego. RZA przywoływał soulowego muzyka Isaac Hayes jako inspirację do kilku utworów na płycie. Przyznał również, że kilka beatów jak np.: „Incarcerated Scarfaces” zostało początkowo stworzone na potrzeby albumu Liquid Swords, ale z powodu, że Raekwon trzymał się terminów jeśli chodzi o pisanie tekstów, zostały one użyte na jego płycie.
Na całej płycie RZA samplował różne dialogi z filmu Johna Woo podtytułem Płatny morderca. RZA przyznał później: „Spotkałem Johna Woo tego samego roku [po wydaniu albumu]. Wysłał mi list. Był zachwycony tym, że to zrobiliśmy. Byłem przekonany, że możemy uregulować wszystkie sprawy finansowe. Zazwyczaj musisz uregulować takie sprawy. Jest to częścią budżetu. Ale John Woo nie chciał od nas niczego, żadnych pieniędzy. Zostaliśmy przyjaciółmi. Zabrał mnie i Ghosta do restauracji na obiad wiele razy i dawał mi wskazówki co do filmów.”

## Lista utworów
Wszystkie utwory wyprodukował RZA.
| #  | Tytuł                             | Wykonanie | Sample | Czas | Nagrany |
| -- | --------------------------------- | --- | --- | ---- | ------- |
| 1  | „Striving for Perfection”         | - Raekwon, Ghostface Killah | - Fragment filmu Płatny morderca | 1:43 | 1995    |
| 2  | „Knuckleheadz”                    | - Pierwsza zwrotka: Raekwon - Druga zwrotka: Ghostface Killah - Trzecia zwrotka: U-God | - The Dramatics – „Get Up and Get Down” | 4:03 | 1995    |
| 3  | „Knowledge God”                   | - Raekwon | - Stanley Black – „Meadowland” - Ruby Johnson – „When My Love Comes Down” - Raekwon – „Heaven & Hell”                                                                        | 4:24 | 1995    |
| 4  | „Criminology”                     | - Pierwsza zwrotka: Ghostface Killah - Druga zwrotka: Raekwon | - Black Ivory – „I Keep Asking You Questions” - The Sweet Inspirations – „Why Marry” - Dialogi z filmu Człowiek z blizną                                                     | 3:47 | 1994    |
| 5  | „Incarcerated Scarfaces”          | - Raekwon | - Detroit Emeralds – „You’re Getting a Little Too Smart” - Koko Taylor – „Wang Dang Doodle” - Fragment filmu Płatny morderca                                                 | 4:42 | 1995    |
| 6  | „Rainy Dayz”                      | - Refren: Blue Raspberry - Pierwsza zwrotka: Ghostface Killah - Druga zwrotka: Raekwon | - Donna Summer / Barbra Streisand – „No More Tears (Enough Is Enough)” - Ralph Vargas / Carlos Bess – „CB#5” - Fragment filmu Płatny morderca                                | 6:02 | 1994    |
| 7  | „Guillotine (Swordz)”             | - Pierwsza zwrotka: Inspectah Deck - Druga zwrotka: Ghostface Killah - Trzecia zwrotka: Raekwon - Czwarta zwrotka: GZA                                                                                     | - Method Man – „Tical” - Dialogi z filmu Shaolin vs Lama | 4:22 | 1994    |
| 8  | „Can It Be All So Simple (Remix)” | - Refren: Raekwon, Ghostface Killah - Pierwsza zwrotka: Ghostface Killah - Druga zwrotka: Raekwon | | 5:38 | 1994    |
| 9  | „Shark Niggas (Biters)”           | - Raekwon, Ghostface Killah | | 1:38 | 1995    |
| 10 | „Ice Water”                       | - Pierwsza zwrotka: Ghostface Killah - Druga zwrotka: Cappadonna - Break: Big-Un - Trzecia zwrotka: Raekwon                                                                                                | - Delores Hall – „Where Do We Go From Here?” - Ralph Vargas / Carlos Bess – „S.C.R.”                                                                                         | 3:38 | 1995    |
| 11 | „Glaciers of Ice”                 | - Refren: Raekwon, Ghostface Killah - Wokal wspierający: Blue Raspberry - Pierwsza zwrotka: Raekwon - Druga zwrotka: Masta Killa - Trzecia zwrotka: Ghostface Killah} - Outro: 60 Second Assassin, Raekwon | - Patti LaBelle – „Over the Rainbow” - Booker T. and the M.G.’s – „Children, Don’t Get Weary” - Please – „Sing a Simple Song” - KGB – „Bless Ya Life” - Method Man – „Tical” | 5:20 | 1995    |
| 12 | „Verbal Intercourse”              | - Intro: Raekwon, Ghostface Killah, Nas - Pierwsza zwrotka: Nas - Druga zwrotka: Raekwon - Trzecia zwrotka: Ghostface Killah - Outro: Raekwon, Ghostface Killah                                            | - The Emotions – „If You Think It (You May as Well Do It)” - Ralph Vargas / Carlos Bess – „CB#5"                                                                             | 3:31 | 1995    |
| 13 | „Wisdom Body”                     | - Ghostface Killah | - Dialogi z filmu The Mack | 2:38 | 1994    |
| 14 | „Spot Rusherz”                    | - Intro: Raekwon, Ghostface Killah - Zwrotki: Raekwon | - Wu-Tang Clan – „Shaolin Brew” - Dialogi z filmu Życie Carlita | 3:13 | 1995    |
| 15 | „Ice Cream”                       | - Intro / Refren / Outro: Method Man - Pierwsza zwrotka: Ghostface Killah - Druga zwrotka: Raekwon - Trzecia zwrotka: Cappadonna                                                                           | - Earl Klugh – „A Time for Love” - Eddie Murphy – „Ice Cream Man” - Rufus Thomas – „The Breakdown (Part II)”                                                                 | 4:13 | 1995    |
| 16 | „Wu-Gambinos”                     | - Intro: Raekwon, Ghostface Killah, Method Man - Pierwsza zwrotka: Method Man - Druga zwrotka: Raekwon - Trzecia zwrotka: RZA - Czwarta zwrotka: Masta Killa - Piąta zwrotka: Ghostface Killah             | - The Emotions – „I Like It” - Fragment filmu Płatny morderca | 5:39 | 1994    |
| 17 | „Heaven & Hell”                   | - Raekwon, Ghostface Killah - Wokal wspierający: Blue Raspberry | - Syl Johnson – „Could I Be Falling in Love” | 4:56 | 1994    |
| 18 | „North Star (Jewels)”             | - Raekwon, Popa Wu - Wokal wspierający: Ol’ Dirty Bastard | - Barry White – „Mellow Mood (Pt. 1)” | 3:58 | 1995    |

- Utwór 18 pierwotnie nie został wydany na płycie winylowej oraz kasecie magnetofonowej, ale pojawił się na płycie CD oraz późniejszych tłoczeniach.

## Wykonawcy
| Muzycy - Raekwon jako Lex Diamond – rap, teksty - Ghostface Killah jako Tony Starks – rap, teksty - RZA jako Bobby Steels – rap, teksty, aranżacja, producent, inżynier dźwięku, miks - Cappadonna jako Cappachino – rap, teksty - Masta Killa jako Noodles – rap, teksty - Method Man jako Johnny Blaze – rap, teksty - U-God jako Golden Arms – rap, teksty - GZA jako Maximillion – rap, teksty - Inspectah Deck jako Rollie Fingers – rap, teksty - Nas jako Nas Escobar – rap, teksty - Ol’ Dirty Bastard – wokal wspierający - 60 Second Assassin – wokal wspierający - Blue Raspberry – wokal wspierający - Popa Wu – wokal wspierający | Kwestie techniczne - 4th Disciple – miks - Islord – aranżacja, asystent inżyniera dźwięku - Mitchell Diggs – producent wykonawczy - Oli Grant – producent wykonawczy - Tom Coyne – mastering - Schott Free – A&R - Matt Life – A&R - Daniel Hastings – fotografia - Miguel Rivera – design - Christian Cortes – design |

## Notowania
| Rok  | Album                    | Notowanie | Notowanie | Notowanie |
| Rok  | Album                    | USA 200   | USA R&B   |           |
| ---- | ------------------------ | --------- | --------- | --------- |
| 1995 | Only Built 4 Cuban Linx… | 4         | 2         |           |

| Rok  | Utwór           | Notowanie | Notowanie | Notowanie | Notowanie |
| Rok  | Utwór           | USA 100   | Hot R&B   | Hot Rap   | Hot Dance |
| ---- | --------------- | --------- | --------- | --------- | --------- |
| 1994 | „Heaven & Hell” | –         | –         | 32        | 34        |
| 1995 | „Heaven & Hell” | –         | –         | 21        | –         |
| 1995 | „Criminology”   | 43        | 32        | 5         | 2         |
| 1995 | „Ice Cream”     | 37        | 37        | 5         | –         |
| 1995 | „Rainy Dayz”    | –         | –         | –         | –         |

## Wyróżnienia
| Publikacja          | Kraj            | Wyróżnienie                                            | Rok  | Pozycja |
| ------------------- | --------------- | ------------------------------------------------------ | ---- | ------- |
| About.com           | USA             | 100 najlepszych albumów hip-hopowych                   | 2008 | 6       |
| About.com           | USA             | Najlepsze hip-hopowe albumy 1995 roku                  | 2008 | 1       |
| Ego Trip            | USA             | Najlepsze albumy hip-hopowe w latach 1980–1998         | 1999 | 1       |
| Exclaim             | Kanada          | 100 Records that Rocked 100 Issues                     | 2000 | *       |
| Face                | Wielka Brytania | Albumy roku                                            | 1995 | 6       |
| Hip Hop Connection  | Wielka Brytania | 100 Najlepszych albumów w latach 1995–2005             | 2005 | 1       |
| Mix Mag             | Wielka Brytania | Albumy roku                                            | 1995 | 12      |
| Muzik               | Wielka Brytania | Albumy roku                                            | 1995 | 3       |
| New Musical Express | Wielka Brytania | Albumy roku                                            | 1995 | 29      |
| New Nation          | Wielka Brytania | 100 najlepszych albumów czarnych wykonawców            | 2005 | 20      |
| New York Times      | USA             | 10 najlepszych albumów '95 roku                        | 1996 | *       |
| NME                 | USA             | 50 najlepszych albumów '95 roku                        | 1995 | 29      |
| OOR                 | Holandia        | Albumy roku                                            | 1995 | 20      |
| Pitchfork Media     | USA             | 100 najlepszych nagrań lat 90.                         | 2003 | 99      |
| Pop                 | Szwecja         | Albumy roku                                            | 1995 | 2       |
| Robert Dimery       | USA             | 1001 albumów, które musisz usłyszeć przed śmiercią     | 2005 | *       |
| Rolling Stone       | USA             | Istotne nagrania lat 90.                               | 1999 | *       |
| Rolling Stone       | USA             | 100 najlepszych albumów lat dziewięćdziesiątych        | 2011 | 62      |
| Rolling Stone       | USA             | Lista 500 albumów wszech czasów magazynu Rolling Stone | 2012 | 480     |
| Select              | Wielka Brytania | Albumy roku 1995                                       | 1996 | 8       |
| The Source          | USA             | 100 najlepszych albumów                                | 1998 | *       |
| Spex                | Niemcy          | Albumy roku                                            | 1995 | 17      |
| Spin                | USA             | Top 100 (+5) najlepszych albumów ostatnich 20 lat      | 2005 | 72      |
| Spin                | USA             | Najlepsze 90 albumów lat 90.                           | 1999 | 83      |
| Spin                | USA             | 20 najlepszych albumów '95 roku                        | 1995 | 14      |
| Stylus              | USA             | Top 101-200 albumów wszech czasów                      | 2004 | 123     |
| Village Voice       | USA             | Pazz & Jop Critics’ Poll                               | 1996 | 15      |

Uwagi
- Większość listy została opracowana na podstawie źródła[26].
- Symbol (*) lista jest nieuporządkowana.